# Yūsuke Minagawa
Yūsuke Minagawa (皆川 佑介 Minagawa Yūsuke?,  nacido el 9 de octubre de 1991 en Tokorozawa, Saitama) es un futbolista japonés que juega de delantero en el Vegalta Sendai de la J1 League.
Debutó con la selección de fútbol de Japón el 5 de septiembre de 2014 en un partido amistoso contra la selección de fútbol de Uruguay, donde perdieron por 0-2.

## Clubes
| Club                       | País  | Año       |
| -------------------------- | ----- | --------- |
| Sanfrecce Hiroshima        | Japón | 2014-2019 |
| Roasso Kumamoto (préstamo) | Japón | 2018      |
| Yokohama FC                | Japón | 2019-2020 |
| Vegalta Sendai             | Japón | 2021-     |

## Palmarés

### Títulos nacionales
| Título    | Club                | País  | Año  |
| --------- | ------------------- | ----- | ---- |
| J1 League | Sanfrecce Hiroshima | Japón | 2015 |